# Musical Prophet: The Expanded 1963 New York Studio Sessions
Musical Prophet: The Expanded 1963 New York Studio Sessions ist ein Jazzalbum mit Musik von Eric Dolphy. Die Aufnahmen entstanden am 1. Juli 1963 (Duette mit Davis) und am 3. Juli 1963 (Sextette, Nonett) in New York City. Die Edition enthält neben den beiden zuvor veröffentlichten Dolphy-Alben Conversations (FM Records, 1963) und Iron Man (Douglas, 1968) bislang unveröffentlichtes Studiomaterial dieser Session. Sie erschien zunächst am 23. November 2018 auf Resonance Records in Zusammenarbeit mit dem Eric Dolphy Trust und dem Alan Douglas Estate.

## Hintergrund
Die Aufnahmen für Douglas Records entstanden Anfang Juli 1963, nachdem Eric Dolphy den Kontrakt mit Prestige/New Jazz Records beendet hatte, und ein halbes Jahr, bevor er sein Album Out to Lunch! für Blue Note Records aufnehmen sollte. Verantwortlich war der Produzent Alan Douglas, im Jahr zuvor mit Duke Ellington, Charles Mingus und Max Roach das Album Money Jungle produziert und später durch seine Zusammenarbeit mit Jimi Hendrix bekannt wurde. Dolphy gab die Bänder mit den zusätzlichen Takes der Douglas-Session in einem Koffer zusammen mit persönlichen Dokumenten an seine engen Freunde Hale und Juanita Smith weiter, bevor er zu seiner zweiten Tournee mit Charles Mingus nach Europa 1964 aufbrechen wollte. Jahre später wurde der Inhalt des Koffers an den Flötisten James Newton weitergereicht, der in den späten 1970er-Jahren mit seinem Mentor Hale Smith und dessen Frau Juanita befreundet war. 2015 setzte sich Newton mit dem  Resonance-Produzenten Zev Feldman in Verbindung, worauf in Zusammenarbeit mit dem Eric Dolphy Trust in Los Angeles die Veröffentlichung der Dolphy-Studiosession von 1963 vorbereitet wurde. Die Bänder waren in Mono vom Masterband überspielt und sind die einzig existierenden Dokumente der (bis 2018 unveröffentlichten) Aufnahmen.

## Titelliste

### LP 1: Conversations
1. Jitterbug Waltz (Fats Waller) 7:05
2. Music Matador (Prince Lasha, Sonny Simmons) 9:05
3. Love Me (Victor Young) 13:30
4. Alone Together (Arthur Schwartz) 3:25
5. Muses for Richard Davis (Previously Unissued 1)
6. Muses for Richard Davis (Previously Unissued 2)

### LP 2: Iron Man
1. Iron Man (Dolphy)
2. Mandrake (Dolphy)
3. Come Sunday (Dolphy)
4. Burning Spear (Dolphy)
5. Ode to Charlie Parker (Jaki Byard)
6. A Personal Statement (Bob James)[2]

### LP 3: Previously Unissued Studio Recordings
1. Music Matador (Alternate Take)
2. Love Me (Alternate Take 1)
3. Love Me (Alternate Take 2)
4. Alone Together (Alternate Take)
5. Jitterbug Waltz (Alternate Take)
6. Mandrake (Alternate Take)
7. Burning Spear (Alternate Take)

## Editorische Hinweise
Die Edition beinhaltet ein 100-seitiges Buch mit Fotos von Chuck Stewart, Jean-Pierre Leloir, Val Wilmer u. a., Essays von Robin D.G. Kelley, dem Douglas-Manager Michael Lemesre, dem Musiker Masakazu Sato und den Co-Produzenten Zev Feldman und James Newton, ergänzt um Zitate von John Coltrane, McCoy Tyner, Ornette Coleman und Charles Mingus sowie Interviews mit Sonny Rollins, Sonny Simmons, Richard Davis, Henry Threadgill, Nicole Mitchell, Steve Coleman, David Murray, Bill Laswell, Oliver Lake, Han Bennink, Joe Chambers, Dave Liebman und Marty Ehrlich.

## Rezeption
Für Ted Panken erlaubt die Box ein „umfassendes Tieftauchen“ in die mit den Aufnahmen von 1963 vorliegende „Dokumentation von Dolphys sich entwickelnder akustischer Vision“. Dabei gehörten die Duette mit Bassist Richard Davis zu den Höhepunkten der Edition. Beim Vergleich der beiden Versionen von Alone Together sei die bisher unveröffentlicht gebliebene eine „geradere“ Lesart der Melodie als die bereits bekannte Version, bei der Dolphy die Ränder mit eigenständig dargebotenen Multiphonics- und Harmonieklängen begrenze; beide seien aber Meisterwerke einer „gegenseitigen Intuition und Zufallsbegegnung“. Deutlich werde aber insgesamt, dass Dolphy „in erster Linie ein glühender Musikdichter war, ein entflammter, jubelnder Geist, der sich der Schaffung von Schönheit widmete.“
Geoff Winston lobte in London Jazz News die außerordentliche Klangqualität und die Präzision, die subtile Details zu Tage bringe. Besonders lobt der Autor die Duette Dolphys auf der Bassklarinette mit dem Bassisten Richard Davis in dem bislang unveröffentlichten Muses for Richard Davis und die kraftvolle, tief emotionale und spirituelle Interpretation von Alone Together. Sein Solo auf dem Altsaxophon in Love Me erinnere an Coleman Hawkins’ Pioniertat mit dem ersten unbegleiteten Tenorsaxophon-Solo in Picasso von 1948 aus Norman Granz’ Kompilation The Jazz Scene. Beeindruckend seien auch die Ensemble-Stücke, die Dolphys Fähigkeit Gruppenzusammenzustellen und für sie eine kompositorische Sprache zu finden. Superb seien auch die Leistungen des erst 18-jährigen Trompeters Woody Shaw und die ätherischen Qualitäten des Vibraphonspiels Bobby Hutchersons, der mit großer Sensibilität agiere. Die großartige Sammlung bilde die Brücke zwischen den Alben Out There, Outward Bound und Out to Lunch!, Dolphys letzter Studioaufnahme unter eigenem Namen. Es sei eine Freude, die Stücke in dieser Frische zu hören, was den Blick auf Dolphys außergewöhnliche Talente und sein Spiel lenke.
Jeff Krow stellte ebenfalls „die ausgezeichnete Klangtreue dieser Vinyl-Releases“ heraus. Ihm machte es viel Vergnügen, die alternativen Aufnahmen aus beiden Sessions, die auf der dritten LP versammelt wurden, „mit den Vorgängerversionen zu vergleichen, insbesondere mit denen von Music Matador und Jitterbug Waltz.“ Auch Dan McClenaghan, der Rezensent von All About Jazz, betont, dass insbesondere die bislang unveröffentlichten Beiträge auf der dritten LP
„alle mehr als würdig“ seien, in die Zelebration von Dolphy aufgenommen zu werden. Stuart Nicholson ist optimistisch, dass die vorliegende Edition dazu beiträgt, Dolphys Rolle als Schlüsselfigur wieder zu betonen und „seinen einzigartigen Beitrag zum Jazz neu“ zu bewerten.
Die Zeitschrift Jazz thing sieht in der „traumhaft schön aufgemachte[n] Box“ ein „Muss für sämtliche Dolphy-Freunde“. Auch für das Magazin Audio handelt es sich um „ein lohnenswertes Paket, schon weil es eben eine Gelegenheit ist, sich wieder mit dem fast vergessenen Genius an der Grenze des freien Spiels zu beschäftigen“. Beim Jazz Critics Poll des NPR kam das Album in der Kategorie Rare Avis auf den dritten Platz.